# Baby Puss
Baby Puss (O Gatinho, no Brasil) é o décimo segundo curta-metragem animado da série Tom and Jerry. Distribuído pela Metro-Goldwyn Mayer o filme foi dirigido por William Hanna e Joseph Barbera e produzido por Fred Quimby. Foi lançado nos cinemas em 25 de dezembro de 1943.

## Enredo
Uma menininha chamada Nancy está brincando de casinha de boneca e fingindo ser a mãe e também vestiu Tom, aparentemente o animal de estimação da família, para ser seu bebê. Ela repreende Tom, que está se escondendo debaixo de alguns móveis. Ela arrasta Tom pelo rabo e ameaça espancá-lo com uma escova de cabelo. Tom fica ressentido com o tratamento e se sente humilhado. Ela o leva para o berço, o enfia e enfia uma garrafa de leite em sua boca. Ela o avisa, sob ameaça de mais surra, para ficar na cama enquanto ela vai ao centro para comprar uma nova cinta. Indignado no início, Tom experimenta o gosto do leite e rapidamente aceita seu destino, arrulhando como um bebê e bebendo de sua mamadeira.
Jerry espreita por trás de uma casa de bonecas e vê Tom. Incrédulo a princípio, Jerry começa a zombar dele tocando "Rock-a-bye Baby" no fonógrafo e finge ser um bebê. Tom está furioso e persegue Jerry na casa de bonecas e coloca uma placa que diz "Sarampo". Tom olha pela janela para ver que Jerry está na banheira, fingindo estar se banhando e escovando a si mesmo e cantarolando a melodia de "How About You?". Vendo Tom, ele grita, bate nele com o pincel, desce as escadas para o quarto e se esconde em uma cama, fazendo uma boneca aparecer e gritar "Mamãe!" Jerry usa a roupa da boneca para se disfarçar de garota segurando um guarda-chuva, mas sua camisa cai dele deixando os sapatos dele em pé e as calças brancas por baixo. Tom tenta abrir o telhado da casa de bonecas quando Nancy retorna e repreende-lo novamente. Apanhando Tom (fora da tela) e colocando-o de volta na cama, então ela ameaça alimentá-lo com óleo de rícino se ele sair novamente.
Tom volta a jogar. Jerry sai da casa de bonecas e corre até a janela para chamar a atenção de Butch, Topsy e Meathead, três amigos do gato de rua de Tom que estão do lado de fora. Quando o trio vê Tom, eles começam a ridicularizá-lo. Quando Tom confronta os outros gatos, eles continuam a humilhá-lo, jogando-o como se estivesse jogando uma bola, fazendo com que ele aterrissasse em um aquário, resultando em uma fralda molhada. Eles então o capturam e trocam a fralda molhada e suja por uma fralda nova, um alfinete de segurança, óleo de bebê, talco e um par de calças de borracha sobre a nova fralda, e Topsy joga o peixe do aquário em suas calças. e eles cantam "Mamãe Eu Quero" com Jerry se juntando. Mas toda a música para quando Nancy retorna e exige saber o que está acontecendo. Os outros gatos fogem quando Nancy se prepara para repreender Tom. Ela então leva Tom para uma cadeira alta, forçando-o a tomar óleo de rícino. Ele resiste a princípio. Jerry, em seguida, aperta um quebra-nozes na cauda de Tom para fazer Tom gritar de dor e, portanto, beber a colher de óleo de mamona. Tom fica doente do estômago e corre para o peitoril da janela para vomitar. Jerry ri de sua desgraça, mas o carma chega a mordê-lo quando a garrafa de óleo de rícino, depois de Tom sair da cadeira onde estava sentado, derramar um pouco do óleo de rícino e Jerry acaba tomando uma dose disso, fica doente também e rapidamente se junta a Tom vomitando no peitoril da janela.

## Elenco
- Sara Berner ... Jerry / Nancy
- William Hanna ... Tom (voz)
- Harry E. Lang ... Meathead
- Jack Mather ... Topsy (canção)
- Billy Bletcher ... Butch

## Curiosidades
- Essa é a primeira aparição de Butch, Topsy e Nancy.
- Esta é a segunda vez que Tom e Jerry perdem no final, a primeira vez é Fraidy Cat.

## Ficha técnica
- Dirigido por: William Hanna e Joseph Barbera
- Animação: Kenneth Muse, Irven Spence, Ray Patterson, Pete Burness
- História: Carl Meyer
- Projeto: Don Da Gradi, Erni Nordli, Mary Blair
- Supervisores de cor: Mary Blair, John Hench
- Plano de fundo: Robert Gentle
- Música: Scott Bradley
- Produzido por: Fred Quimby